# Luquin
Luquin település Spanyolországban, Navarra autonóm közösségben. Luquin Barbarin, Villamayor de Monjardín, Los Arcos, Igúzquiza, Arróniz és Sesma községekkel határos. Lakosainak száma 131 fő (2024).

## Népesség
A település népessége az elmúlt években az alábbi módon változott:
| Lakosok száma | 132  | 137  | 138  | 146  | 131  | 138  | 128  | 132  | 132  | 131  |
|               | 2001 | 2004 | 2007 | 2009 | 2012 | 2014 | 2017 | 2019 | 2022 | 2024 |